# 琳达·梅达伦
琳达·梅达伦（挪威語：Linda Medalen，1965年6月17日—），挪威女子足球运动员。她曾代表挪威参加1996年夏季奥林匹克运动会足球比赛，获得一枚铜牌。她也曾获得1995年世界杯女子足球赛冠军。